# High dynamic range rendering
High dynamic range rendering (HDRR of HDR) is een techniek die gebruikt wordt om met behulp van een computer beelden uit een 3D-wereld te genereren, waarbij de effecten van de belichting berekend worden in een groot dynamisch bereik. De computerspellen en met de computer geanimeerde films halen hier veel voordeel uit omdat dit veel meer realistische scènes creëert dan met conventionele verlichtingsmodellen.

## Geschiedenis
Het gebruik van hoog dynamisch bereik beeld (HDRI) in computer graphics werd door Greg Ward in 1985 geïntroduceerd. Het wordt echter pas sinds kort praktisch gebruikt omdat de rekencapaciteit van computers nog niet voldoende was.
In speltoepassingen werd in 2003 de eerste steen gelegd. De spelontwikkelaar Valve gaf toen een demofilm vrij van hun "Half-Life 2" waarin een stadspanorama te zien is in een hoog dynamisch bereik. Pas in 2004 kwam er meer nieuws en kwam de "Unreal Engine 3" uit, waarmee van 2009 tot 2014 veel spellen werden gemaakt.
De in 2014 uitgebrachte "Unreal Engine 4" ondersteund deze functie ook.

## Kenmerken

### Behoud van detail in grote contrastverschillen
Het voornaamste kenmerk van HDRR is dat zowel donkere als heldere gebieden van een scène nauwkeurig vertegenwoordigd kunnen worden. Zonder HDR (soms LDR genoemd), worden donkere gebieden door de hardware 'geclipt' als zwart en de heldere gebieden zijn naar wit "geclipt" (vertegenwoordigd in de hardware als 0,0 voor zwart en 1,0 als wit).
Het bedrijf nVidia vat de kenmerken van HDRR in drie punten samen:
- Heldere dingen kunnen echt helder zijn
- Donkere dingen kunnen echt donker zijn
- Details zijn in beide zichtbaar

### Accurate reflectie van licht
Het licht wordt nauwkeurig weerspiegeld.